# Princezna ze mlejna

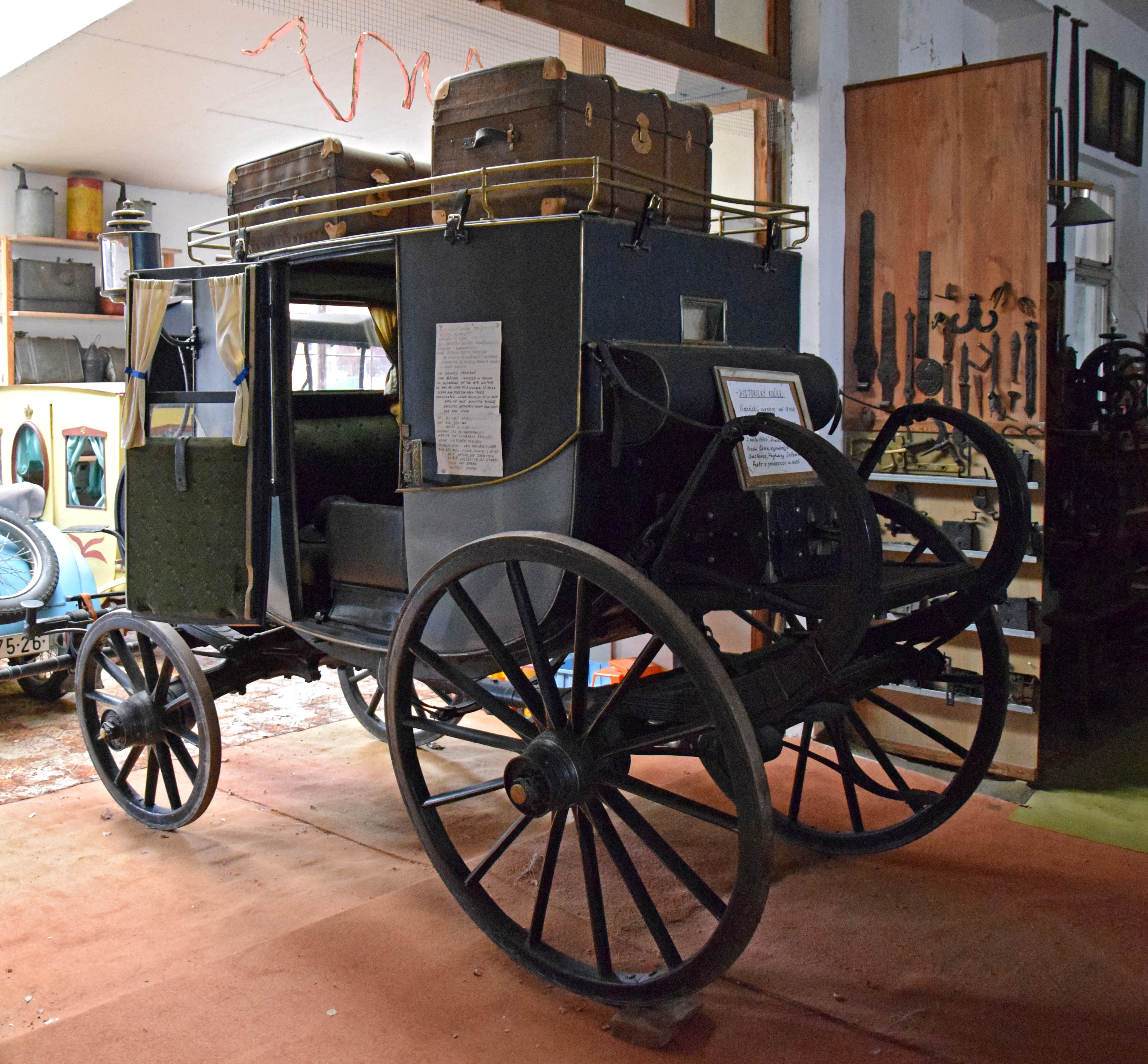
Kočár, typ Berlin, který posloužil jako rekvizita ve filmu Princezně ze mlejna i v dalších filmových pohádkách

Princezna ze mlejna je česká filmová pohádka z roku 1994 režiséra Zdeňka Trošky. Film byl v kinech premiérově uveden 1. června 1994. Televizní premiéra se odehrála na stanici ČT1 24. prosince 1994, kdy byl odvysílán jako štědrovečerní pohádka České televize. Díky diváckému úspěchu filmu bylo v roce 2000 natočeno pokračování Princezna ze mlejna 2.
Pohádka byla natáčena u Bavorova, u Lhotského rybníka, na zámku Dobříš, ve vesnici Nahořany a na hradě Helfenburk u Bavorova. Mlýn, v němž žila Eliška s mlynářem, postavil filmový štáb a po natáčení byla budova stržena.
V pohádce zazněla řada písniček. Hudbu složil Miloš Krkoška a texty Václav Bárta starší.

## Děj
V jihočeské vísce, uprostřed stříbrných rybníků a tmavých lesů, žije pohledný mládenec Jindřich, který se jednoho dne vydá do světa s pevným rozhodnutím vysvobodit zakletou princeznu.
Na své cestě se dostane do mlýna, kde žije se svým otcem mlynářem, krásná Eliška. Mládenec se Elišce líbí, namluví mu proto, že v rybníce je zakletá princezna a on ve mlýně zůstává jako pomocník. To se nelíbí místnímu čertovi a vodníkovi, kteří si na mlynářovu dceru myslí. Snaží se, seč jim síly stačí, aby mohli pomocí kouzel a intrik mládence Jindřicha ze mlýna vypudit.
Ve mlýně se objevuje třetí ženich: starý, bohatý knížepán, a protože Eliška všechny nápadníky odmítá, mlynář se rozzlobí. Určí lhůtu: buď si do úplňku ženicha sama vybere nebo ji dostane ten, kdo si o ni první řekne. Nastává boj mezi ženichy.

## Obsazení
| Radek Valenta        | Jindřich    |
| Andrea Černá         | Eliška      |
| Alois Švehlík        | mlynář      |
| Yvetta Blanarovičová | čertík      |
| Jakub Zindulka       | vodník      |
| Lucie Bílá           | čarodějnice |
| Oto Ševčík           | knížepán    |
| Ladislav Županič     | Žán         |
| Josef Stárek         | hostinský   |
| Eduard Cupák         | vypravěč    |